# エズラ・T・ベンソン
エズラ・タフト・ベンソン（Ezra Taft Benson(曾孫エズラ・タフト・ベンソンとの区別の為、Ezra T. Bensonとも)、1811年2月22日 - 1869年9月3日）は、末日聖徒イエス・キリスト教会のモルモン宣教師。

## 生涯

### 生い立ち
メンドンでジョン・ベンソンとクロエ・タフトの息子として生まれた。1817年にアクスブリッジに引っ越し、1832年1月1日にノースブリッジのPamelia・アンドラスとアクスブリッジで結婚した。アクスブリッジには1835年まで住んだ。なお、1830年と1831年にはノースブリッジの姉妹の農場に住んでいた。1833年にアクスブリッジで子供が1人死亡した。中心街でホテルを経営し、かなりの額をホーランドの紡績工場に投資した。後に西部に引っ越した。

### 末日聖徒運動への参加
ミズーリ州から追い出され、クインシーに引っ越して、1840年7月19日に妻と共に末日聖徒イエス・キリスト教会の洗礼を受けた。1841年4月、ナヴーに引っ越した。 1844年4月27日、 Pameliaの姉妹アデリーヌ・ブルックス・アンドラスと結婚した。
1846年7月16日に伝道者となり、十二使徒定員会で任命された。

### 宣教師
米本土やハワイ諸島でモルモン宣教師を務めていた。
1840年代に最初の任務として、出生地のマサチューセッツ州メンドンに赴任した。この旅路で、イリノイ州チェンバーズバーグでも布教した。次にジョセフ・スミスの殺害の知らせを受け、ジョン・パックと共にニュージャージー州に赴任した。1844年12月から1845年5月までボストン地区長を務めた。

### 複数の結婚
多くの初期の末日聖徒と同様に多妻結婚をしていた。後にアデリーヌ・ブルックス・アンドラス、デスデモナ・フルマー（ジョセフ・スミス・ジュニア未亡人）、イライザ・アン・ペリー、ルシンダ・ウェスト、エリザベス・ギャラハー、オリーブ・メアリー・ナイト、メアリー・ラーセンと結婚した。計8人の妻と35人の子供達がいた。ユタ準州で活動し、オグデンで死亡した。
曾孫エズラ・タフト・ベンソンも末日聖徒であり、政治家としても活躍した。

### 埋葬
ユタ州ローガンに埋葬された。